# Кузьмяк Ганна Антонівна
Ганна Антонівна Кузьмяк (1926, село Бісковичі Самбірського повіту Польща, тепер Самбірського району Львівської області — ?) — українська радянська діячка, трактористка. Депутат Верховної Ради УРСР 3-4-го скликань.

## Біографія
Народилася у селянській родині. Наймитувала з молодих років.
З осені 1944 року працювала у Викотівській машинно-тракторної станції (МТС) Самбірського району Дрогобицької області, навчалася на курсах трактористів. Одна з перших жінок-трактористок у Дрогобицькій області. З 1950 року — бригадир жіночої тракторної бригади Викотівської МТС Самбірського району Дрогобицької області. 25 лютого 1951 року була обрана депутатом Верховної Ради УРСР 3-го скликання від Самбірського виборчого округу Дрогобицької області.
Член КПРС з 1952 року. 27 лютого 1955 року була знову обрана депутатом Верховної Ради УРСР 4-го скликання від Самбірського виборчого округу № 92 Дрогобицької області.